# Rhinopoma hadramauticum
Rhinopoma hadramauticum é uma espécie de morcego da família Rhinopomatidae. Endêmica do Iêmen, onde é conhecida apenas da localização-tipo: Ash Sheher, província de Hadramaut.